# Rama horizontal

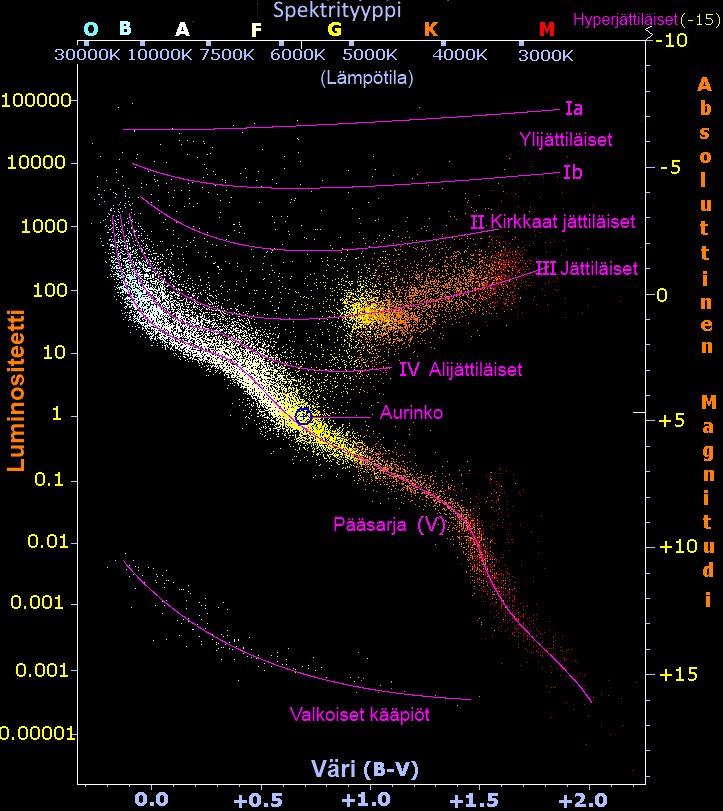
Ejemplo de una Rama horizontal

La rama horizontal (HB, del inglés Horizontal branch) es una de las fases tardías de la evolución estelar de las estrellas de masa intermedia (0,5 MSol < M < 9-10 MSol) y baja metalicidad. Esta fase recibe su nombre porque las estrellas aparecen distribuidas de forma cuasi-horizontal en un diagrama color-magnitud en el que el color utilizado sea V-R o B-V y la magnitud V, esto es, son estrellas de magnitud visual casi constante pero con colores que pueden variar desde el blanco hasta el rojo. Las estrellas de la rama horizontal más calientes se suelen encontrar a poca distancia de la secuencia principal mientras que las más frías se encuentran cerca de la rama de las gigantes rojas. La magnitud visual absoluta de las estrellas de la rama horizontal suele estar entre 0,0 y 1,0, esto es, su luminosidad es de aproximadamente 50 veces la del Sol.
Este periodo en la fase de una estrella se corresponde con el quemado de helio en su núcleo y va precedido por la fase de gigante roja (donde se quema hidrógeno en una capa alrededor de un núcleo inerte de helio). Compárese esto con la fase de secuencia principal, en la que se quema hidrógeno en el núcleo.
Algunas estrellas de la rama horizontal son variables RR Lyrae, las cuales se caracterizan por tener un período cercano a un día. Dichas estrellas se usan para medir la distancia a objetos en la Vía Láctea y en galaxias cercanas.